# Niederweningen
Niederweningen es una comuna suiza del cantón de Zúrich

## Ubicación
Situada en el distrito de Dielsdorf. Limita al norte con las comunas de Schneisingen (AG) y Siglistorf (AG), al este con Schleinikon, al sureste con Otelfingen, al sur con Wettingen (AG), al oeste con Ehrendingen (AG).

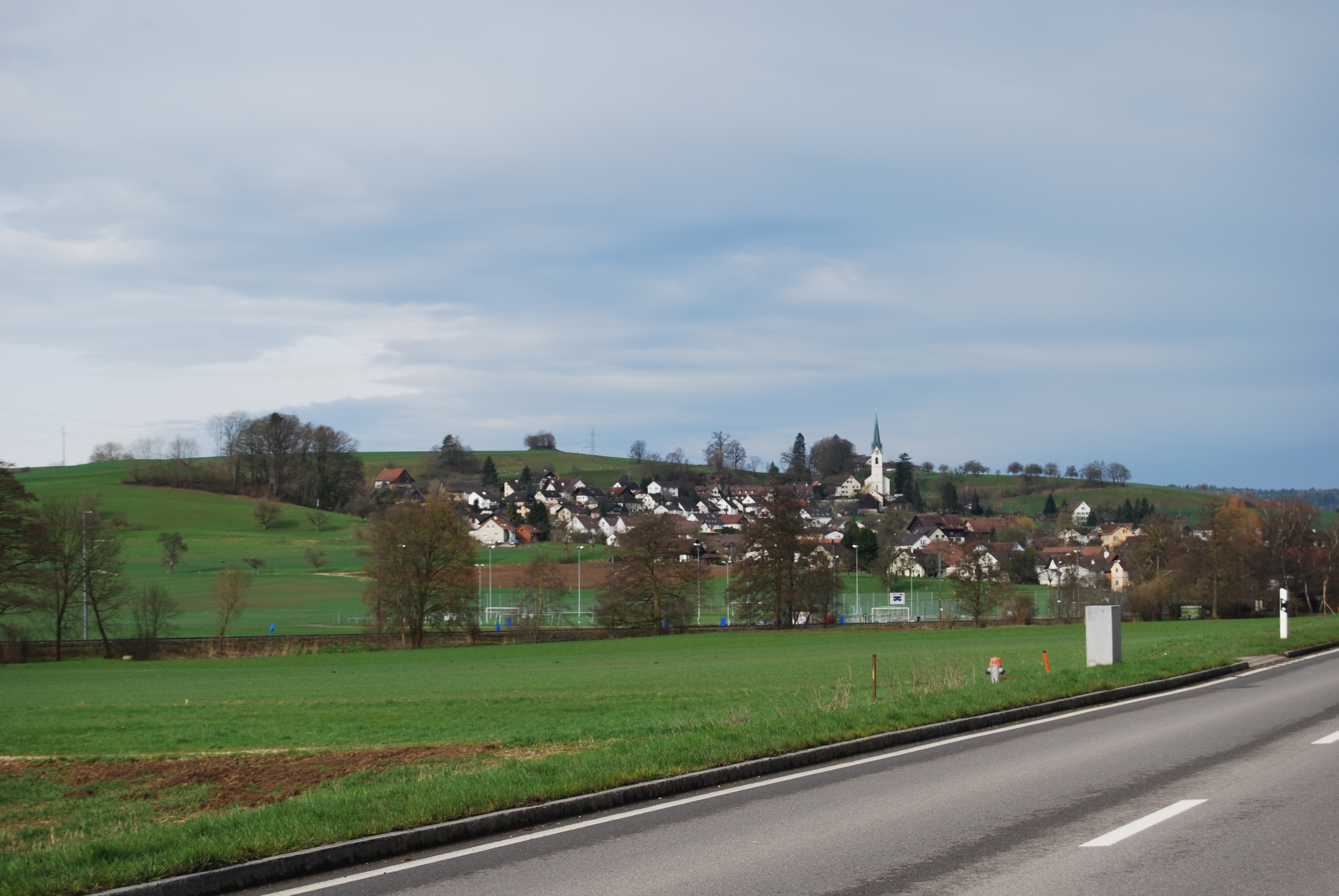
Niederweningen